# .bb
.bb es el dominio de nivel superior geográfico (ccTLD) para Barbados.